# شركة الأشغال الهيدروليكية الحكومية (تركيا)
الأعمال الهيدروليكية الحكومية ( التركية: Devlet Su İşleri ) هي وكالة حكومية تابعة لوزارة البيئة والغابات في تركيا ، مسؤولة عن استغلال جميع موارد المياه في البلاد. وتتمثل الوظائف الرئيسية الأربع للمؤسسة في الطاقة والزراعة والخدمات والبيئة. المدير العام للوكالة هو كايا يلديز. 

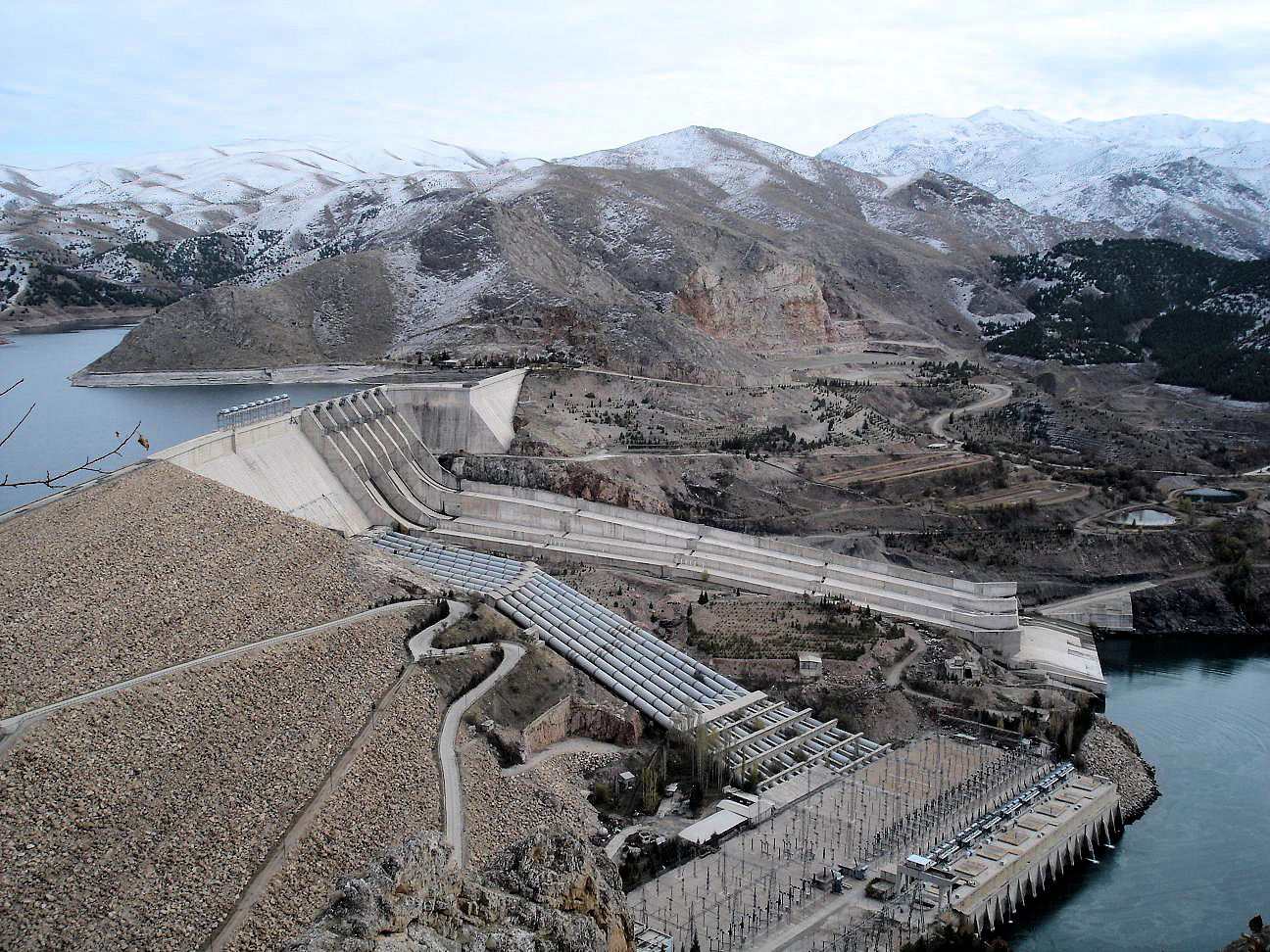
سد كيبان : الأول والأعلا من بين عدة سدود كبيرة بنيت على نهر الفرات.

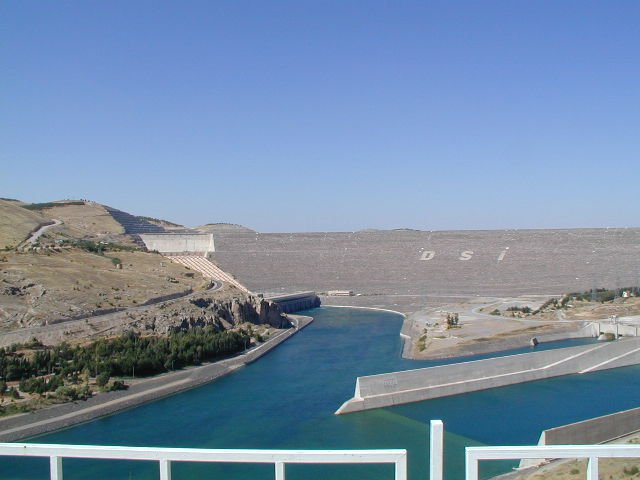
سد أتاتورك

## روابط خارجية
- الموقع الرسمي